# Pape Habib Gueye
Pape Habib Gueye (20 september 1999) is een Senegalees voetballer die sinds januari 2020 uitkomt voor KV Kortrijk. Gueye is een aanvaller.

## Carrière

### Aalesunds FK
Gueye genoot zijn jeugdopleiding in de Académie Darou Salam. De Noorse tweedeklasser Aalesunds FK haalde hem voor het seizoen 2018 naar Europa. In zijn eerste seizoen scoorde hij meteen negen goals in de reguliere competitie, en ook in de eindronde voor promotie was hij goed voor drie wedstrijden voor vier goals – al maakte hij ook wel een own-goal in de finalewedstrijden tegen Stabæk Fotball, die Aalesunds met een totaalscore van 2-1 verloor. Gueye maakte dit echter goed door in het seizoen 2019 dertien keer te scoren, en zo een aardig steentje bij te dragen aan de titel en bijbehorende promotie van Aalesunds.

### KV Kortrijk
Na twee seizoenen bij Aalesunds maakte hij in januari 2020 de overstap naar de Belgische eersteklasser KV Kortrijk. In zijn debuutwedstrijd voor Kortrijk, op 15 februari 2020 tegen KV Oostende, viel hij in de 76e minuut in voor Terem Moffi en scoorde hij in de blessuretijd meteen zijn eerste doelpunt voor de club. Doordat het seizoen 2019/20 door de coronapandemie serieus werd ingekort, klokte Gueye in zijn eerste halve seizoen bij KV Kortrijk af op één goal in vier competitiewedstrijden.
Bij het begin van het seizoen 2020/21 kreeg Gueye opnieuw kansen, doch soms slechts een paar minuten per wedstrijd. De Senegalees ging daarop op eigen verzoek enkele wedstrijden bij de beloften spelen om wedstrijdritme op te doen. Op de twaalfde speeldag scoorde Gueye zijn eerste doelpunt van het seizoen in het 5-5-gelijkspel tegen Beerschot VA, ook op de veertiende speeldag was hij trefzeker in de 3-1-zege tegen KV Oostende. Zijn eerste volledige seizoen bij KV Kortrijk sloot hij af met zes goals: naast vijf competitiegoals scoorde hij ook eenmaal in de bekerzege tegen Lommel SK.
1 Vandenberghe ·
5 Atemona ·
6 Mehssatou ·
7 Mbayo ·
8 Challouk ·
9 Messaoudi ·
10 Selemani ·
11 De Neve ·
12 De Vlaeminck ·
17 Gueye ·
18 Kadri  ·
20 Avenatti ·
21 Wasinski ·
22 Decoene ·
29 Regali ·
44 Silva ·
48 Montegnies ·
66 Radovanović ·
70 Bruno ·
77 Henen ·
89 Audoor ·
Coach: Edward Still